# 冬瓜山屿
冬瓜山屿是中华人民共和国浙江省龙港市管辖的一个岛屿。

## 沿革
《浙江海域地名录》（1988）称冬瓜山。2010年浙江省人民政府公布的第一批无居民海岛名称称为冬瓜山屿。因形长条平坦，似冬瓜，故名。

## 地理
位于龙港市鳌江口外，西南距琵琶山3.10千米，南距长腰山屿143米，距大陆最近点4.41千米。陆域面积0.0422平方千米，岸线长度1.14千米，最高点高程34.5米。出露岩石为上侏罗统高坞组熔结凝灰岩。植被以草丛为主。岛上有房屋，渔汛期有渔民居住。